# Barrage de Burdekin
Le barrage de Burdekin est un barrage situé dans le Queensland en Australie. Ne produisant pas d'électricité, sa fonction est surtout dédiée à l'irrigation. Le lac du barrage est appelé Lac Dalrymple.